# ويلارد موتلي
ويلارد موتلي (بالإنجليزية: Willard Motley)‏ (و. 1909 – 1965 م) هو كاتب عمومي، وروائي، وكاتب من الولايات المتحدة الأمريكية . ولد في شيكاغو .
توفي في مدينة مكسيكو .

## روابط خارجية
- ويلارد موتلي على موقع ميوزك برينز (الإنجليزية)
- ويلارد موتلي على موقع إن إن دي بي (الإنجليزية)